# Guerres anglo-neerlandeses
Les Guerres anglo-neerlandeses (neerlandès: Engels–Nederlandse Oorlogen) van ser una sèrie de conflictes entre la República Holandesa i Anglaterra (després Gran Bretanya). Les tres primeres es van produir a la segona meitat del segle XVII pel comerç i les colònies d'ultramar, mentre que la quarta va tenir lloc un segle després. Gairebé totes les batalles van ser navals.
Els anglesos van tenir èxit en el primer, mentre que els holandesos van tenir èxit en el segon i el tercer enfrontament. No obstant això, en la quarta guerra, la Royal Navy britànica s'havia convertit en la força marítima més poderosa del món.
Hi hauria més batalles a finals del segle xviii i principis del XIX, principalment guanyades pels britànics, però generalment es consideren conflictes separats.

## Antecedents
Els anglesos i els holandesos van participar en els conflictes religiosos europeus del segle XVI entre la dinastia dels Habsburg catòlics i els estats protestants oposats. Al mateix temps, quan va començar l'era de l'exploració, els holandesos i els anglesos van buscar beneficis a l'estranger al Nou Món.

### República holandesa
A principis de la dècada del 1600, els holandesos, mentre continuaven lluitant en la guerra dels vuitanta anys amb els Habsburg catòlics, també van començar a realitzar exploracions marítimes de llarga distància. La innovació holandesa en la societat cotitzada en borsa els va permetre finançar expedicions amb accions venudes a les Províncies Unides i a Londres. Van fundar colònies a Amèrica del Nord, Índia i Indonèsia (les Moluques). També van gaudir d'un èxit continuat com a corsaris: el 1628 l'almirall Piet Hein es va convertir en l'únic comandant que va capturar amb èxit una gran flota espanyola de tresors. Amb els nombrosos viatges realitzats per la Companyia Neerlandesa de les Índies Orientals, la seva societat va construir una classe oficial i institucional que després es replicaria a Anglaterra, principalment per la Companyia Britànica de les Índies Orientals.

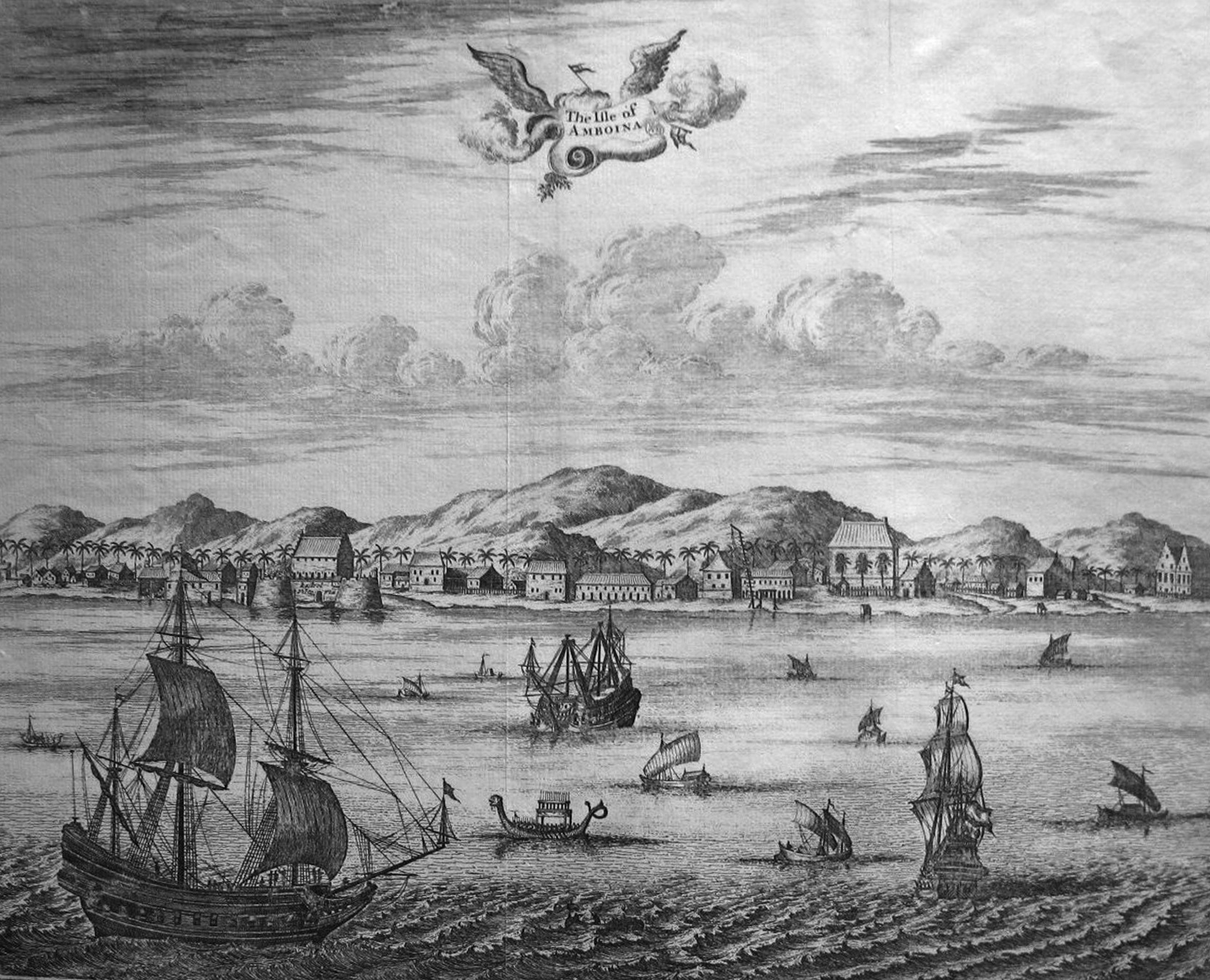
Fàbrica holandesa a Ambon, principis de mitjan segle XVII

A mitjan segle xvii, els holandesos es van unir als portuguesos com a principals comerciants europeus a Àsia. Això va coincidir amb l'enorme creixement de la flota mercant holandesa, possible per la producció en massa barata dels vaixells de tipus vela Filibot. Aviat els holandesos van tenir una de les flotes mercantils més grans d'Europa, amb més vaixells mercants que totes els altres països junts, i tenien una posició dominant en el comerç bàltic.
El 1648 les Províncies Unides van concloure la pau de Münster amb Espanya. A causa de la divisió de poders a la República holandesa, l'exèrcit i la marina eren la principal base de poder del Stadhouder, tot i que el pressupost que se'ls assignava era establert pels Estats Generals. Amb l'arribada de la pau, els estats generals van decidir desmobilitzar la majoria dels militars holandesos. Això va provocar un conflicte entre les principals ciutats holandeses i el nou Stadtholder, Guillem II d'Orange, que va portar la República al límit de la guerra civil. La inesperada mort de Stadtholder el 1650 només es va afegir a les tensions polítiques.

### Anglaterra

#### Tudor
Al segle xvi Elisabet I d'Anglaterra  va construir la seva marina per dur a terme missions de "pirateria" contra els interessos globals de l'Imperi espanyol, exemplificades pels atacs de Francis Drake contra la navegació mercant espanyola i els seus ports. En part per proporcionar un pretext per a les hostilitats en curs contra Espanya, Isabel va ajudar a la Revolta dels Països Baixos (1581) contra el Regne d'Espanya signant el Tractat de Nonsuch el 1585 amb el nou estat holandès de les Províncies Unides.

#### Stuart
Després de la mort d'Isabel, les relacions anglo-espanyoles van començar a millorar amb Jaume I, i la pau de 1604 va posar fi a la majoria de les accions corsàries (fins a l'esclat de la següent guerra anglo-espanyola durant la guerra dels trenta anys). El subfinançament va provocar l'abandonament de la Royal Navy.
Més tard, el simpatitzant catòlic Carles I d'Anglaterra va fer diversos acords secrets amb Espanya, dirigidas contra el poder marítim holandès. També es va embarcar en un important programa de reconstrucció naval, que va fer complir els diners dels vaixells per finançar la construcció de vaixells de prestigi com el HMS Sovereing of the Seas. Però, temerós de posar en perill les seves relacions amb el poderós estadista holandès Frederick Henry, príncep d'Orange, la seva ajuda a Espanya es va limitar a la pràctica a permetre que les tropes dels Habsburg en el seu camí a Dunkerque fessin ús de la navegació anglesa. Tanmateix, el 1639, quan una gran flota de transport espanyola va buscar refugi a l'ancoratge anglès de Downs a la ciutat de Deal, a Kent, Charles va optar per no protegir-la contra un atac holandès; la resultant batalla dels Downs va soscavar tant el poder marítim espanyol com la reputació de Carles a Espanya.
Mentrestant, al Nou Món, les forces navals dels Països Baixos holandesos i de la colònia anglesa de la badia de Massachusetts es van disputar gran part del litoral nord-est dels Estats Units.

#### Cromwell
L'esclat de la guerra civil anglesa el 1642 va començar un període en què la posició naval d'Anglaterra es va veure fortament debilitada. La seva armada estava dividida internament, tot i que els seus oficials tendien a afavorir el bàndol parlamentari; després de l'execució per decapitació pública del rei Carles el 1649, però, Oliver Cromwell va aconseguir unir el seu país a la Commonwealth d'Anglaterra. A continuació, va renovar l'armada ampliant el nombre de vaixells, promovent oficials per mèrits en lloc de connexions familiars i reprimint la malversació per part de proveïdors i personal de drassanes, posicionant així Anglaterra per llançar un desafiament global al domini del comerç holandès.
Els ànims a Anglaterra cada vegada eren més bel·ligerants cap als holandesos: es considerava que aquests es mostraven ingrats per l'ajuda que havien rebut contra els espanyols en fer-se més forts que els seus antics protectors anglesos; van capturar la major part de l'areng a la costa est anglesa; havien expulsat els anglesos de les Índies Orientals; i van apel·lar a crits al principi del lliure comerç per eludir els impostos a les colònies angleses. També hi va haver nous punts de conflicte: amb el declivi del poder espanyol al final de la Guerra dels Trenta Anys el 1648, les possessions colonials de l'Imperi Portuguès (ja en plena Guerra de Restauració Portuguesa) i potser fins i tot les de l'Imperi mateix estaven a punt de ser preses.
Cromwell temia la influència tant de la facció orangista a casa com dels reialistes anglesos exiliats a la República; els Stadtholders havien donat suport als monarques Estuart — Guillem II d'Orange s'havia casat amb la filla de Carles I d'Anglaterra el 1641— i van avorrir el judici i l'execució de Carles I.
A principis de 1651 Cromwell va intentar alleujar les tensions enviant una delegació a La Haia proposant que la República Holandesa s'unís a la Commonwealth i ajudés els anglesos a conquerir la major part de l'Amèrica espanyola pels seus recursos molt valuosos. Aquest intent velat de posar fi a la sobirania holandesa convertint-la en una aliança desgavellada amb Anglaterra va conduir de fet a la guerra: la facció de pau governant als Estats d'Holanda no va poder formular una resposta a aquesta inesperada oferta i els orangistes pro-Stuart van incitar multituds per assetjar els enviats de Cromwell. Quan la delegació va tornar a casa, el Parlament anglès va decidir seguir una política d'enfrontament.

## Guerres

### Primera guerra: 1652–1654

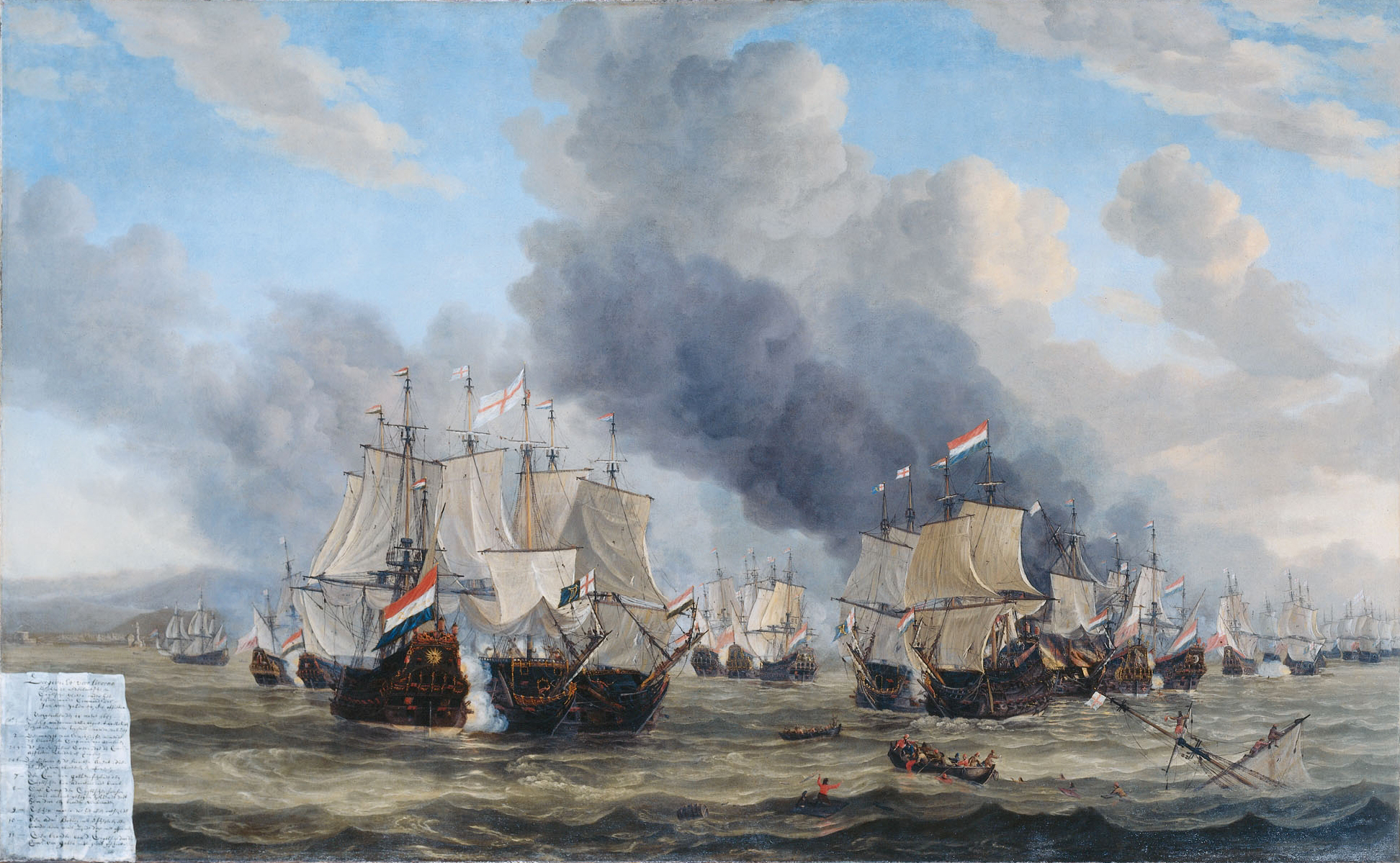
La batalla de Livorno, 4 de març de 1653

Com a resultat de l'ambiciós programa d'expansió naval de Cromwell, en un moment en què l'almirallat holandès venia molts dels seus propis vaixells de guerra, els britànics van arribar a tenir un més gran nombre de vaixells de guerra més grans i més poderosos que els seus rivals a tot Mar del nord. No obstant això, els holandesos tenien molts més vaixells de càrrega, juntament amb taxes de transport més baixes, un millor finançament i una gamma més àmplia de productes manufacturats per vendre, tot i que els vaixells holandesos van ser bloquejats pels espanyols per operar a la major part del sud d'Europa, cosa que els va donar als anglesos un avantatge.
Per protegir la seva posició a Amèrica del Nord, l'octubre de 1651 el Parlament anglès va aprovar la primera de les lleis de navegació, que exigia que totes les mercaderies importades a Anglaterra fossin transportades per vaixells anglesos o vaixells dels països exportadors, excloent així els intermediaris (majoritàriament holandesos). Aquesta típica mesura mercantilista com a tal no va fer mal als holandesos, ja que el comerç anglès era relativament poc important per a ells, però va ser utilitzat pels molts pirates que operaven des del territori britànic com a pretext ideal per prendre legalment qualsevol vaixell holandès que es trobés.
Els holandesos van respondre a la intimidació creixent reclutant un gran nombre de comerciants armats a la seva marina. Els anglesos, intentant revifar un dret antic que percebien que havien de ser reconeguts com els "senyors dels mars", van exigir a altres vaixells que colpegessin les seves banderes en salutació als seus vaixells, fins i tot en ports estrangers. El 29 de maig de 1652, el tinent almirall Maarten Tromp es va negar a mostrar la mostra de respecte esperada en baixar la bandera per saludar una flota anglesa. Això va resultar en una escaramussa, la batalla de Dover, després de la qual la Commonwealth va declarar la guerra el 10 de juliol.

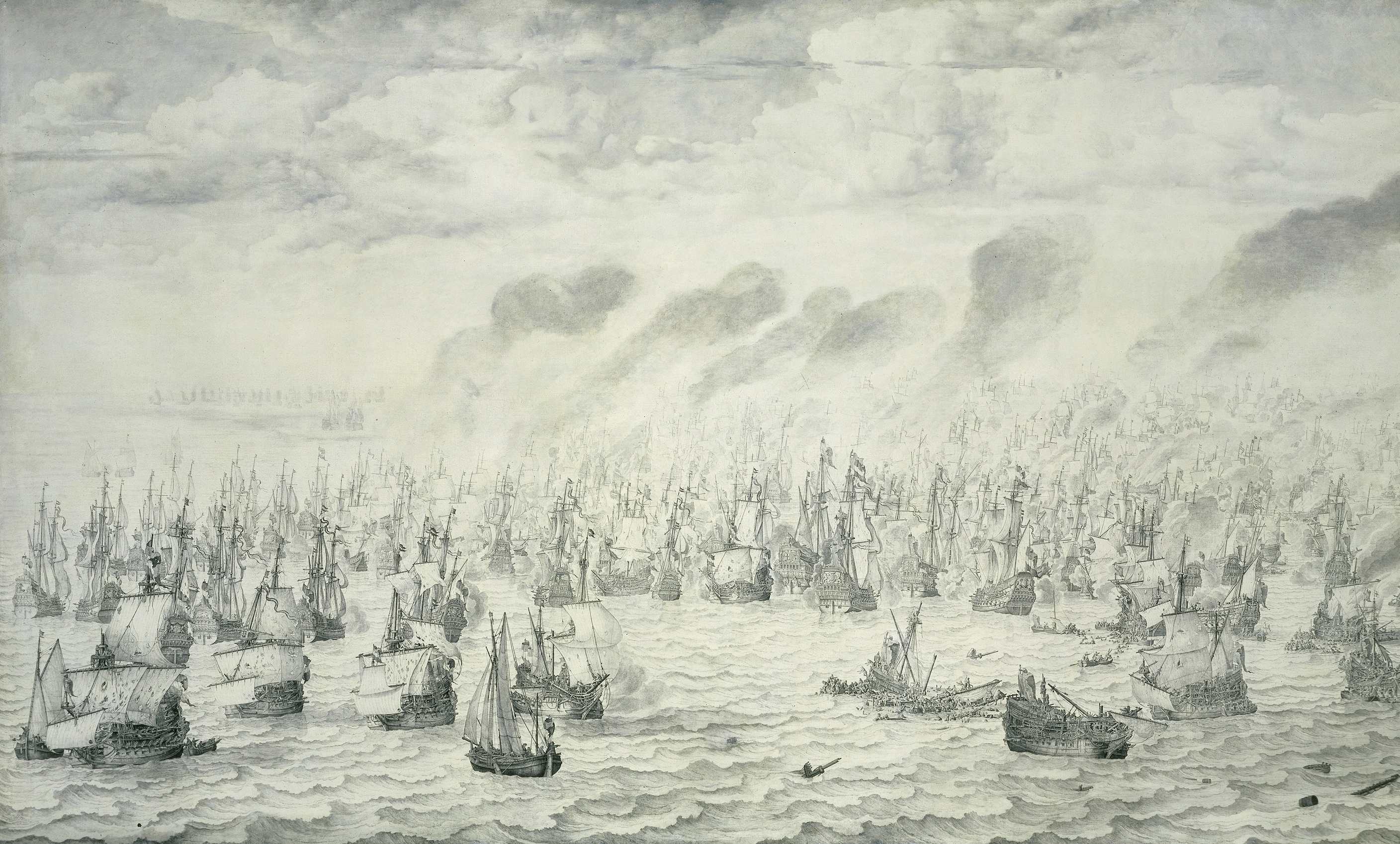
La batalla de Scheveningen, 10 d'agost de 1653

Després d'algunes batalles menors poc concloents, els anglesos van tenir èxit en la primera gran batalla, el general Robert Blake va derrotar el vicealmirall holandès Witte de With a la batalla del Knock de Kent l'octubre de 1652. Creient que la guerra havia acabat, els anglesos van dividir les seves forces i al desembre van ser derrotats per la flota del tinent-almirall Maarten Tromp a la batalla de Dungeness al canal de la Mànega.
Els holandesos també van vèncer el març de 1653, a la batalla de Liorna, a prop d'Itàlia, i van aconseguir un control efectiu tant del Mediterrani com del Canal de la Mànega. Blake, recuperant-se d'una lesió, va replantejar, juntament amb George Monck, tot el sistema de tàctiques navals i, després de l'hivern de 1653, va utilitzar la línia de batalla, primer per expulsar la marina holandesa del Canal de la Mànega a la batalla de Portland i després fora del Mar del Nord a la batalla de Gabbard. Els holandesos no van poder resistir eficaçment, ja que els Estats Generals dels Països Baixos no havien tingut en compte a temps les advertències dels seus almiralls de què es necessitaven vaixells de guerra molt més grans.
En la batalla final de Scheveningen el 10 d'agost de 1653, Tromp va morir, un cop a la moral holandesa, però els anglesos van haver de posar fi al seu bloqueig de la costa holandesa. Com que ambdós països ja estaven esgotats i Cromwell havia dissolt el bèl·lic Parlament Rump, les negociacions de pau en curs es podrien portar a bon port, tot i que després de molts mesos de lents intercanvis diplomàtics.
La guerra va acabar el 5 d'abril de 1654, amb la signatura del tractat de Westminster (ratificat pels Estats generals el 8 de maig), però la rivalitat comercial no es va resoldre, ja que els anglesos no van poder substituir els holandesos com a nació comercial dominant del món. El tractat contenia un annex secret, l'Acta d'aïllament, que prohibia a l'infant Guillem III convertir-se en un estat de la província d'Holanda, cosa que resultaria ser una causa futura de descontentament. El 1653 els holandesos havien iniciat un important programa d'expansió naval, construint seixanta vaixells més grans, reduint en part la bretxa qualitativa amb la flota anglesa. Cromwell, havent iniciat la guerra contra Espanya sense ajut holandès, durant el seu govern va evitar un nou conflicte amb la República, tot i que els holandesos van derrotar els seus aliats portuguesos i suecs en el mateix període.

### Segona guerra: 1665–1667

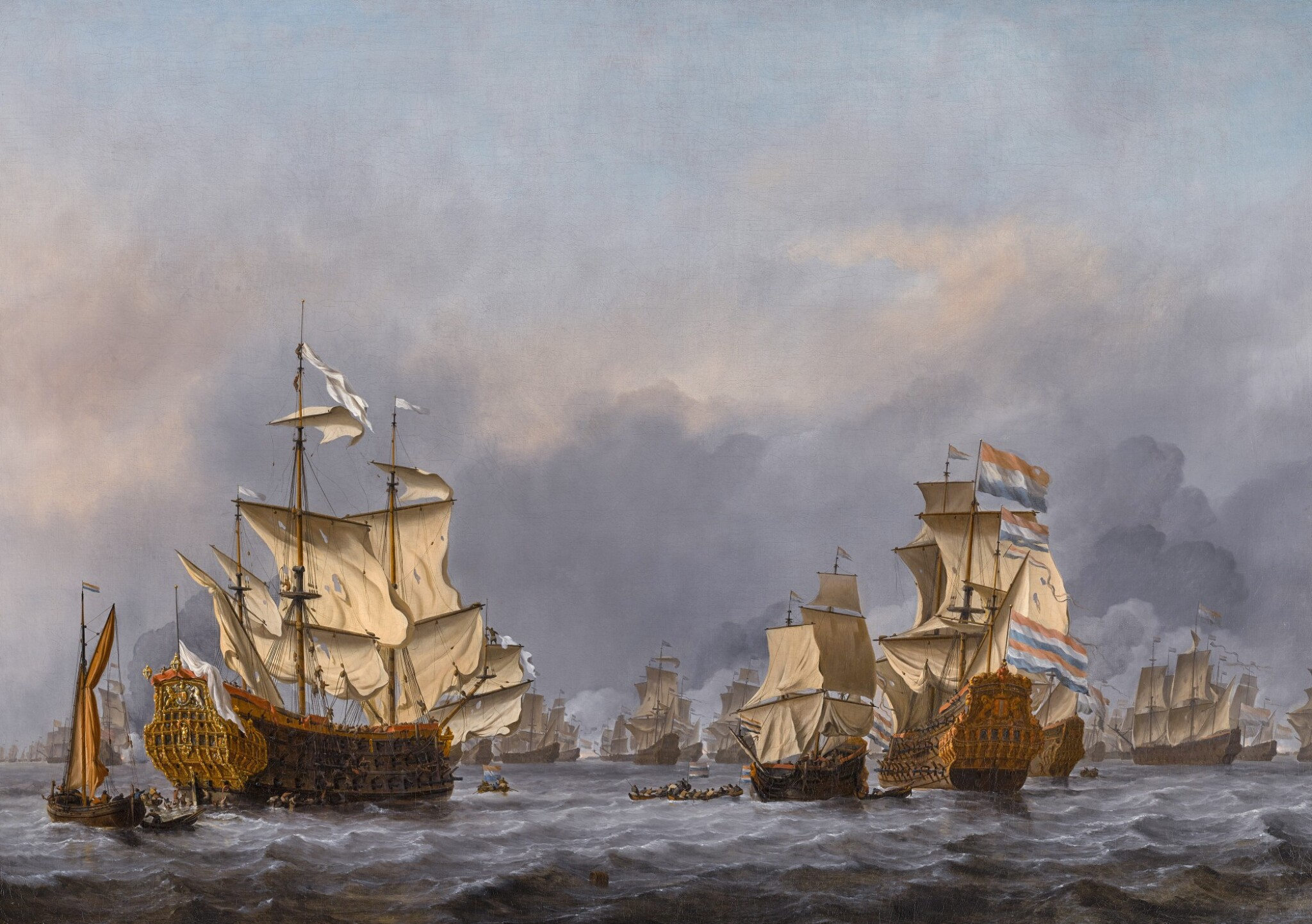
Rendició del vaixell insígnia anglès Prince Royal el 1666, de Willem van de Velde el Jove

Després de la restauració anglesa el 1660, Carles II va intentar, per mitjans diplomàtics, convertir el seu nebot, el príncep Guillem III, en ciutadà de la República. Al mateix temps, Carles va promoure una sèrie de polítiques mercantilistes anti-holandeses, que van provocar un augment del jingoisme a Anglaterra, estant el país, com va dir Samuel Pepys, "boig per la guerra".
Comerciants anglesos i empreses contractades (com ara la Companyia de les Índies Orientals, la Royal Adventurers Trading to Africa i la Levant Company) van calcular que ara es podria disputar amb els holandesos la primacia econòmica mundial. Van considerar que una combinació de batalles navals i missions irregulars de corsaris paralitzaria la República Holandesa i obligaria els Estats Generals a acordar una pau favorable. El pla consistia a reomplir els vaixells anglesos i els mariners serien pagats amb el botí confiscat als vaixells mercants holandesos capturats que tornaven d'ultramar.
El 1665 es van capturar molts vaixells holandesos i el comerç i la indústria holandesa en van resultar afectats. Els anglesos van aconseguir diverses victòries en batalles, com la presa de la colònia holandesa de Nous Països Baixos (actual Nova York) pel germà de Carles, el futur Jaume II; però també hi va haver victòries holandeses, com la captura del vaixell insígnia anglès Prince Royal durant la Batalla dels Quatre Dies —el tema d'un famós quadre de Willem van de Velde el Jove.
El comerç marítim holandès es va recuperar a partir del 1666, mentre l'esforç bèl·lic anglès i la seva economia van patir quan el país va ser devastat per la pesta i gran part del centre comercial de la capital va ser cremat pel Gran incendi de Londres (que en general era interpretat a la República holandesa com a retribució divina per la foguera de Holmes).
Un atac sorpresa al juny de 1667, el Raid contra el Medway, contra la flota anglesa al seu port d'origen, va fer guanyar la guerra als holandesos; es considera una de les derrotes més humiliants de la història militar britànica. Una flotilla de vaixells dirigida per l'almirall de Ruyter va navegar fins a l'estuari del Tàmesi, va obrir les defenses que custodiaven el port de Chatham, van calar foc als vaixells de la flota anglesa allà amarrats i van arrossegar l'HMS Unity i el Royal Charles, orgulls de la flota anglesa. També al juny de 1667, els holandesos van navegar amb un vaixell des de Nova Amsterdam cap a l'actual Hampton Roads, Virginia, destruint un vaixell britànic al port i atacant el seu fort.
El cop a Chatham va tenir un impacte psicològic important a tota Anglaterra. Això, juntament amb el cost de la guerra i les despeses extravagants de la cort de Carles, van produir un ambient de rebel·lió a Londres. Carles va ordenar als enviats anglesos a Breda que signessin una pau ràpidament amb els holandesos, ja que temia una revolta oberta contra ell.

### Tercera guerra: 1672–1674

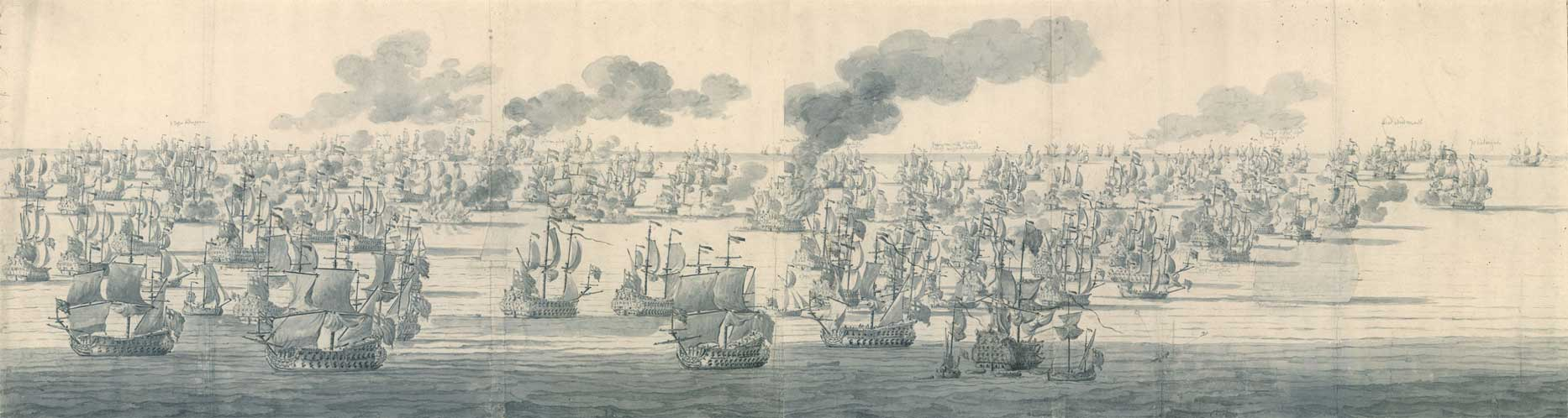
La batalla de Solebay, 7 de juny de 1672

Aviat es va refer la marina anglesa. Després dels vergonyosos esdeveniments de la guerra anterior, l'opinió pública anglesa no tenia entusiasme per iniciar-ne una de nova. No obstant això, com que estava obligat pel Tractat secret de Dover, Carles II es va veure obligat a ajudar Lluís XIV en el seu atac a la República durant la Guerra Francoholandesa. Quan l'exèrcit francès va ser aturat per la Hollandic Water Line (un sistema de defensa que implica inundacions estratègiques), es va intentar envair la República per mar. De Ruyter va obtenir quatre victòries estratègiques contra la flota anglo-francesa i va evitar la invasió.
Després d'aquests fracassos, el parlament anglès va obligar Carles a fer la pau.

### Quarta guerra: 1780–1784
La Revolució Gloriosa de 1688 va posar fi al conflicte del segle XVII posant Guillem III d'Orange-Nassau al tron anglès com a co-governant amb la seva dona Maria II d'Anglaterra i d'Escòcia. Això va resultar ser una victòria pírrica per a la causa holandesa. La principal preocupació de Guillem havia estat aconseguir que els anglesos estiguessin en el mateix bàndol que els holandesos en la seva lluita contra França. Després de convertir-se en rei d'Anglaterra, va concedir molts privilegis a la Royal Navy per tal de garantir la seva lleialtat i cooperació. Guillem va ordenar que qualsevol flota anglo-holandesa estigués sota el comandament anglès, amb la marina holandesa que tenia el 60% de la força dels anglesos.

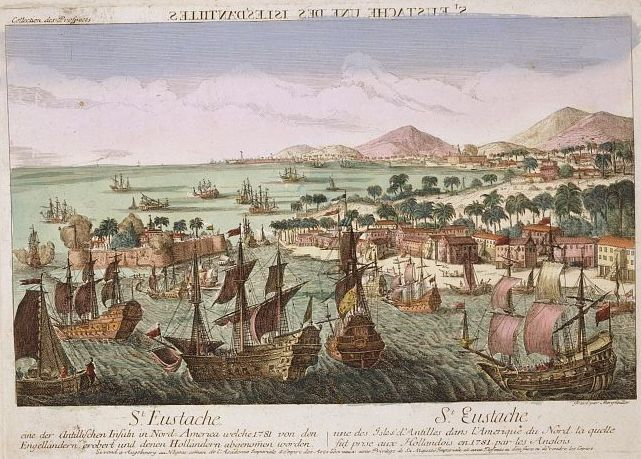
La presa de Sint Eustatius per la flota britànica el 1781. L'illa és saquejada pels britànics.

El 1707 la unió formal entre els Regnes d'Anglaterra i Escòcia va resultar amb el nou i més poderós Regne de la Gran Bretanya governat pel Parlament amb seu a Londres. Aquest nou estat britànic es va convertir cada vegada més en la força militar i econòmica dominant. L'elit mercant holandesa va començar a utilitzar Londres com a nova base operativa i el creixement econòmic holandès es va desaccelerar. Des de l'any 1720 la riquesa holandesa va deixar de créixer; cap al 1780 el producte nacional brut per capita del Regne de la Gran Bretanya va superar el dels holandesos. Mentre que al segle XVII l'èxit comercial dels holandesos havia inspirat la gelosia i l'admiració angleses, a finals del segle xviii el creixement del poder britànic i la pèrdua simultània de la preeminència d'Amsterdam van conduir al ressentiment holandès.
Quan la República holandesa va començar a donar suport als nord-americans que s'havien rebel·lat contra la corona britànica i va intentar unir-se a la Lliga de la Neutralitat Armada dirigida per Rússia, va esclatar la quarta guerra i va fer que la República holandesa al seu torn fos fatalment vulnerable als francesos; aviat estaria subjecta a canvis de règim. La marina holandesa ja era només una ombra del passat, ja que només tenia una vintena de vaixells de línia, de manera que no hi va haver grans batalles de flotes. Els britànics van intentar reduir la República a l'estatus de protectorat britànic, utilitzant la pressió militar prussiana i obtenint el control de fet sobre les colònies holandeses, conquistades durant la guerra i retornades al final de la guerra. Els holandesos encara mantenien algunes posicions clau en el comerç europeu amb Àsia, com la colònia del cap, Ceilan i Malaca. La guerra havia provocat una nova ronda de construcció de vaixells holandesos (95 vaixells de guerra el darrer quart del segle xviii), però els britànics van mantenir la seva superioritat numèrica absoluta duplicant la seva flota al mateix temps.

### Guerres posteriors
A les guerres revolucionàries i napoleòniques franceses de 1793–1815, França va reduir els Països Baixos a un Estat satèl·lit i finalment va annexionar el país el 1810. El 1797 la flota holandesa va ser derrotada pels britànics a la batalla de Camperdown. França considerava que tant la flota holandesa existent com la gran capacitat de construcció naval holandesa eren actius molt importants, però després de la batalla de Trafalgar va renunciar al seu intent de combatre la flota britànica, malgrat un fort lobby holandès en aquest sentit. Després de la incorporació dels Països Baixos a l'Imperi francès el 1810, Gran Bretanya va acabar d'apoderar-se de totes les colònies holandeses. Amb la signatura del tractat anglo-holandès de 1814, Gran Bretanya va retornar totes aquelles colònies al nou Regne dels Països Baixos, a excepció del Cap, Ceilan i part de la Guaiana Neerlandesa.
Alguns historiadors consideren les guerres entre Gran Bretanya i la República Batava i el Regne d'Holanda durant l'era napoleònica com la cinquena i la sisena guerres anglo-holandeses.
A més, les guerres bòers de vegades es consideren guerras anglo-holandeses; ja que les repúbliques de parla holandesa dels bòers al sud d'Àfrica van lluitar contra els britànics.